# براندون غراهام (فنان قصص مصورة)
براندون غراهام (بالإنجليزية: Brandon Graham)‏ هو فنان قصص مصورة أمريكي، ولد في 1976 في أوريغون في الولايات المتحدة.

## وصلات خارجية
- الموقع الرسمي